# Positiv särbehandling
Positiv särbehandling (på engelska preferential treatment, i USA affimative action) är gynnande av enskilda individer i en underrepresenterad grupp vid anställning, i utbildning eller kulturellt, i syfte att främja ett jämnare utfall eller fördelning mellan grupper. Ett exempel på positiv särbehandling är kvotering. Positiv särbehandling kan användas för att motverka diskriminering och uppnå jämlikhet. Metoden används även för att kompensera grupper som upplevt historiskt förtryck eller marginalisering. Positiv särbehandling är en kontroversiell metod, särskilt när särbehandlingen sker på basis av kön, ras eller etnicitet.
Positiv särbehandling kan vid första anblick framstå som motsatsen till likabehandling, men båda är i själva verket koncept som används för att uppnå övergripande mål såsom jämlikhet och rättvisa utifrån olika perspektiv på vad rättvisa faktiskt innebär.
I Sverige är viss positiv särbehandling på grund av kön tillåtet, medan särbehandling på grund av någon av de övriga diskrimineringsgrunderna i diskrimineringslagen som grundregel är förbjudet. Metoden används i svensk jämställdhetspolitik, för att skapa en jämnare könsfördelning inom något samhällsområde.

## Sverige
I Sverige är det som grundregel inte tillåtet att positivt särbehandla på andra grunder än kön. Däremot kan t.ex. kulturell färdighet under särskilda omständigheter ses som meriterande. Vidare måste meriterna hos de som ställs mot varandra inte skilja sig påtagligt och särbehandlingen måste stå i proportion till ändamålet för att positiv särbehandling med kön som grund ska vara tillåtet. Dessutom får inte en egenskap, till exempel den sökandes kön, vara automatiskt eller ovillkorligt avgörande. En objektiv bedömning måste göras av exempelvis en arbetssökandes alla meriter och personliga förhållanden. Således blir positiv särbehandling ett svårtillämpbart verktyg i praktiken. Kraven som svensk lag ställer upp gör att positiv särbehandling skiljer sig från kvotering. I övrigt är de två verktygen desamma.

I Diskrimineringslagen går det exempelvis att läsa följande
| ”                               | Förbudet hindrar inte att en organisation tillhandahåller medlemmar av ena könet förmåner som är ett led i strävanden att främja jämställdhet mellan kvinnor och män. | „ |
| – Diskrimineringslag (2008:567) | |   |

## Kritik mot positiv särbehandling
De som är kritiska till positiv särbehandling, menar att detta är en form av omvänd diskriminering. Positiv särbehandling, menar man, är samma sak som negativ särbehandling från den överrepresenterade gruppens perspektiv. Om man väljer in en person från en underrepresentativ grupp, väljer man på samma gång bort en person från den överrepresenterade gruppen trots exempelvis samma meriter. Det blir helt enkelt en hårfin skiljelinje mellan positiv särbehandling och Diskriminering. Just kritiken mot positiv särbehandling handlar ofta om att det i praktiken rör sig om Diskriminering, trots att intentionen var god. Just intentionen och syftet till diskrimineringen kan sägas vara det som skiljer mellan regelrätt diskriminering och positiv särbehandling. En stark röst i Sverige mot just positiv särbehandling är organisationen Centrum för rättvisa, där bland annat Gunnar Strömmer har ställt sig kritisk. Han menar att diskriminering, oavsett hur gott syftet än må vara till att den genomförs, ändå undantagslöst alltid är diskriminering och att ingen människa får göras till medel för högre samhällsmål.